# 海野雅威
海野雅威 （日语：／ Unno Tadataka，1980年8月15日—）是日本爵士鋼琴家。活躍於日本與美國，現居紐約市。他被認為是日本最代表性的年輕爵士音樂家之一。

## 事業
海野雅威出生於東京都，從東京藝術大學畢業。在日本活躍十年後於2008年移居美國紐約市，居住在哈萊姆區。曾與爵士小號手羅伊．哈格羅夫的樂隊演奏以及在甘迺迪表演藝術中心表演。

## 2020年種族主義攻擊
2020年9月，海野雅威在紐約市哈萊姆區走出地鐵時，因被誤以為中國人而在月台遭到一群青少年的襲擊，過程中對方使用了種族歧視性語言。 他右肩和手臂骨折，需要進行手術但留下了永久性傷害。 
事件發生後，他接受美國媒體採訪，表示他打算返回日本，並補充說“我和我的妻子擔心在這裡 [在美國] 撫養孩子，尤其是在這件事發生之後。” 經過手術和物理治療後，他能夠再次在觀眾面前表演。